# Kastamonu
Kastamonu là một thành phố thuộc tỉnh Kastamonu, Thổ Nhĩ Kỳ. Thành phố có diện tích 1834 km² và dân số thời điểm năm 2007 là 115332 người, mật độ 63 người/km².

## Khí hậu
| Dữ liệu khí hậu của Kastamonu                | Dữ liệu khí hậu của Kastamonu | Dữ liệu khí hậu của Kastamonu | Dữ liệu khí hậu của Kastamonu | Dữ liệu khí hậu của Kastamonu | Dữ liệu khí hậu của Kastamonu | Dữ liệu khí hậu của Kastamonu | Dữ liệu khí hậu của Kastamonu | Dữ liệu khí hậu của Kastamonu | Dữ liệu khí hậu của Kastamonu | Dữ liệu khí hậu của Kastamonu | Dữ liệu khí hậu của Kastamonu | Dữ liệu khí hậu của Kastamonu | Dữ liệu khí hậu của Kastamonu |
| Tháng                                        | 1                             | 2                             | 3                             | 4                             | 5                             | 6                             | 7                             | 8                             | 9                             | 10                            | 11                            | 12                            | Năm                           |
| -------------------------------------------- | ----------------------------- | ----------------------------- | ----------------------------- | ----------------------------- | ----------------------------- | ----------------------------- | ----------------------------- | ----------------------------- | ----------------------------- | ----------------------------- | ----------------------------- | ----------------------------- | ----------------------------- |
| Cao kỉ lục °C (°F)                           | 17.3 (63.1)                   | 21.1 (70.0)                   | 27.8 (82.0)                   | 31.4 (88.5)                   | 35.1 (95.2)                   | 37.5 (99.5)                   | 42.2 (108.0)                  | 40.2 (104.4)                  | 39.3 (102.7)                  | 32.5 (90.5)                   | 24.7 (76.5)                   | 21.1 (70.0)                   | 42.2 (108.0)                  |
| Trung bình ngày tối đa °C (°F)               | 3.6 (38.5)                    | 6.9 (44.4)                    | 11.5 (52.7)                   | 17.0 (62.6)                   | 21.7 (71.1)                   | 25.3 (77.5)                   | 28.8 (83.8)                   | 29.1 (84.4)                   | 24.6 (76.3)                   | 18.7 (65.7)                   | 11.2 (52.2)                   | 4.8 (40.6)                    | 16.9 (62.4)                   |
| Trung bình ngày °C (°F)                      | −0.6 (30.9)                   | 1.1 (34.0)                    | 4.8 (40.6)                    | 9.5 (49.1)                    | 14.2 (57.6)                   | 17.7 (63.9)                   | 20.5 (68.9)                   | 20.5 (68.9)                   | 16.2 (61.2)                   | 11.2 (52.2)                   | 4.9 (40.8)                    | 0.7 (33.3)                    | 10.1 (50.2)                   |
| Tối thiểu trung bình ngày °C (°F)            | −3.8 (25.2)                   | −3.1 (26.4)                   | −0.4 (31.3)                   | 3.4 (38.1)                    | 7.7 (45.9)                    | 11.0 (51.8)                   | 13.0 (55.4)                   | 13.1 (55.6)                   | 9.5 (49.1)                    | 5.9 (42.6)                    | 0.5 (32.9)                    | −2.4 (27.7)                   | 4.5 (40.1)                    |
| Thấp kỉ lục °C (°F)                          | −26.9 (−16.4)                 | −22.3 (−8.1)                  | −19.7 (−3.5)                  | −8.5 (16.7)                   | −3.6 (25.5)                   | 0.2 (32.4)                    | 3.8 (38.8)                    | 0.9 (33.6)                    | −1.5 (29.3)                   | −7.5 (18.5)                   | −19.3 (−2.7)                  | −23.7 (−10.7)                 | −26.9 (−16.4)                 |
| Lượng Giáng thủy trung bình mm (inches)      | 29.4 (1.16)                   | 28.1 (1.11)                   | 38.5 (1.52)                   | 50.5 (1.99)                   | 77.9 (3.07)                   | 89.6 (3.53)                   | 36.0 (1.42)                   | 38.2 (1.50)                   | 38.7 (1.52)                   | 34.8 (1.37)                   | 27.5 (1.08)                   | 36.1 (1.42)                   | 525.3 (20.68)                 |
| Số ngày giáng thủy trung bình                | 11.20                         | 10.30                         | 11.87                         | 13.13                         | 15.23                         | 12.70                         | 6.90                          | 6.53                          | 7.37                          | 9.87                          | 8.97                          | 11.37                         | 125.4                         |
| Số giờ nắng trung bình tháng                 | 62.0                          | 96.1                          | 127.1                         | 162.0                         | 198.4                         | 222.0                         | 272.8                         | 266.6                         | 192.0                         | 148.8                         | 105.0                         | 55.8                          | 1.908,6                       |
| Số giờ nắng trung bình ngày                  | 2.0                           | 3.4                           | 4.1                           | 5.4                           | 6.4                           | 7.4                           | 8.8                           | 8.6                           | 6.4                           | 4.8                           | 3.5                           | 1.8                           | 5.2                           |
| Nguồn: Cơ quan Khí tượng Nhà nước Thổ Nhĩ Kỳ |                               |                               |                               |                               |                               |                               |                               |                               |                               |                               |                               |                               |                               |